# Шірджу-Пошт-е-Бала
Шірджу-Пошт-е-Бала (перс. شيرجوپشت بالا) — село в Ірані, у дегестані Шірджу-Пошт, у бахші Рудбоне, шагрестані Ляхіджан остану Ґілян. За даними перепису 2006 року, його населення становило 594 особи, що проживали у складі 164 сімей.

## Клімат
Середня річна температура становить 14,82°C, середня максимальна – 28,78°C, а середня мінімальна – 0,40°C. Середня річна кількість опадів – 1166 мм.
| Клімат поселення                              | Клімат поселення | Клімат поселення | Клімат поселення | Клімат поселення | Клімат поселення | Клімат поселення | Клімат поселення | Клімат поселення | Клімат поселення | Клімат поселення | Клімат поселення | Клімат поселення | Клімат поселення |
| Показник                                      | Січ.             | Лют.             | Бер.             | Квіт.            | Трав.            | Черв.            | Лип.             | Серп.            | Вер.             | Жовт.            | Лист.            | Груд.            |                  |
| Середній максимум, °C                         | 9,48             | 9,92             | 12,22            | 17,73            | 21,96            | 25,94            | 28,78            | 28,50            | 25,21            | 21,17            | 16,54            | 12,35            |                  |
| Середня температура, °C                       | 4,94             | 5,39             | 7,70             | 13,18            | 17,41            | 21,40            | 24,69            | 24,40            | 21,08            | 17,06            | 12,44            | 8,24             |                  |
| Середній мінімум, °C                          | 0,40             | 0,84             | 3,14             | 8,64             | 12,88            | 16,86            | 20,54            | 20,26            | 16,96            | 12,93            | 8,30             | 4,10             |                  |
| Норма опадів, мм                              | 107              | 90               | 85               | 44               | 46               | 34               | 32               | 62               | 140              | 218              | 173              | 135              |                  |
| Середньомісячна швидкість вітру, м/с          | 2.40             | 2.50             | 2.50             | 2.40             | 2.40             | 2.64             | 2.60             | 2.30             | 2.12             | 2.11             | 2.09             | 2.20             |                  |
| Середньомісячна сонячна радіація, кДж/м²·день | 7048             | 9079             | 10984            | 15409            | 19628            | 21587            | 22305            | 18618            | 15093            | 10743            | 8611             | 6668             |                  |
| --------------------------------------------- | ---------------- | ---------------- | ---------------- | ---------------- | ---------------- | ---------------- | ---------------- | ---------------- | ---------------- | ---------------- | ---------------- | ---------------- | ---------------- |
| Джерело:                                      |                  |                  |                  |                  |                  |                  |                  |                  |                  |                  |                  |                  |                  |